# George Corwin
George Corwin (26 de febrero de 1666-12 de abril de 1696) fue un Alguacil del Condado de Essex, Massachusetts, durante los juicios de brujas de Salem. Firmó órdenes de detención y ejecución de los condenados por brujería.
El 16 de septiembre de 1692, fue ordenado por el Tribunal de Oyer and terminer para presidir el interrogatorio bajo tortura de Giles Corey, quien fue prensado hasta morir por negarse a comparecer en su juicio por brujería. Al final, Corey agonizaba con los ojos desorbitados y la lengua fuera y Corwin se la volvió a meter dentro de la boca con su bastón. Corey gritó: "¡Más peso!" y murió. Se dijo que durante el suplicio, Corey maldijo a Corwin y a Salem.
George Corwin murió de un ataque al corazón, en 1696, a la edad de 30 años; su entierro fue retrasado por un residente de Salem llamado Phillip English, que fue acusado durante los Juicios de Brujas, y sus bienes fueron incautados por Corwin. English puso un gravamen sobre el cadáver de Corwin, y retrasó su entierro hasta que se le reembolsó la propiedad perdida.
George Corwin era nieto de John Winthrop el Joven, el Gobernador de Connecticut.  Su mujer, Lydia Gedney, era la hija de Bartholomew Gedney, uno de los magistrados implicados en los juicios de brujas.